# Ascension (Île-du-Prince-Édouard)
Pour les articles homonymes, voir Ascension.
Ascension (connu aussi du nom de Pigbrook) est un petit village situé sur la route 160 à trois miles nord-est de Tignish. Ascension est dans la province de l'Île-du-Prince-Édouard, dans les provinces de l'Atlantique.
La communauté est le foyer du ruisseau Harper, un affluent à la rivière Tignish, qui coule de Tignish à DeBlois. C'est le domicile à environ 130 personnes.
Le nom "Ascension" vient peut-être de la doctrine chrétienne de l'Ascension de Jésus après sa mort. Le nom peut aussi venir que les chemins allant vers Ascension montent, de son début à Tignish à sa fin à Nail Pond.